# El libro de los portales
El libro de los portales es una novela escrita por la valenciana Laura Gallego García, autora de otras novelas como la trilogía Memorias de Idhún y las novelas por las que ganó el premio Barco de Vapor, Finis Mundi y La Leyenda del Rey Errante. Ha sido publicado por la editorial Minotauro en 2013. Esta novela pertenece al género fantástico y juvenil.

## Sinopsis
Los pintores que estudian en la Academia de los Portales son las únicas personas que conocen el arte de dibujar y diseñar los portales de viaje que constituyen la manera de comunicación y una de las más importantes formas de viajar en Darusia. Esta novela nos adentra en este universo desde el punto de vista de uno de los alumnos de esta academia, Tabit, el cual vivirá muchas aventuras que cambiarán su vida hasta tal punto de descubrir tipos de portales nuevos

## Personajes principales
Tabit: estudiante de la academia de los portales, protagonista principal de la historia. Tiene un pasado oscuro, cuando era niño su padre timaba a los turistas de su ciudad, él se escapó y empezó a estudiar para entrar en la academia.
Caliandra: chica adinerada y estudiante de la academia de los portales.

## Personajes secundarios
Yunek: granjero que necesita que le hagan un portal para su hermana.
Tash: minera joven que se dedica a recolectar bodarita para hacer portales.
 Rodak: guarda portales que necesita recuperar su portal.
Yánia :hermana de Yunek

## Traducciones
- Idioma: Catalán
  - Título: El Llibre dels Portals
  - Editorial: Columna
  - Traducción: Raquel Solà
  - Publicación: 6 de junio de 2013

- Idioma: Polaco
  - Título: Ksiega portali
  - Editorial: Dreams Wydawnictwo
  - Publicación: primavera 2014